# La Cigale et la Fourmi (film 1909)
La Cigale et la Fourmi è un cortometraggio muto del 1909 diretto da Louis Feuillade, basato sulla favola La cicala e la formica di Jean de La Fontaine

## Produzione
Il film fu prodotto dalla Société des Etablissements L. Gaumont.

## Distribuzione
Distribuito dalla Société des Etablissements L. Gaumont, uscì nelle sale cinematografiche francesi nel dicembre 1909.